# Skarvgadden, Korsholm
Skarvgadden är en ö i Finland. Den ligger i Norra kvarken och i kommunen Korsholm i den ekonomiska regionen  Vasa i landskapet Österbotten, i den västra delen av landet. Ön ligger omkring 43 kilometer nordväst om Vasa och omkring 410 kilometer nordväst om Helsingfors.
Öns area är 2 hektar och dess största längd är 220 meter i sydöst-nordvästlig riktning.